# Tour de Pologne 2019
La 76e édition du Tour de Pologne a lieu du 3 au 9 août 2019. Elle fait partie du calendrier UCI World Tour 2019 en catégorie 2.UWT. Cette édition est marquée par le décès tragique du coureur belge Bjorg Lambrecht lors de la 3e étape.

## Équipes
En plus des équipes World Tour, quatre équipes sont invitées à participer à ce Tour de Pologne : l'équipe nationale polonaise et trois équipes continentales professionnelles : Cofidis, Novo Nordisk et Gazprom-RusVelo.
| WorldTeams (18)- AG2R La Mondiale - Astana - Bahrain-Merida - Bora-hansgrohe - CCC Team - Deceuninck-Quick Step - Dimension Data - EF Education First - Groupama-FDJ - Team Jumbo-Visma - Lotto Soudal - Mitchelton-Scott - Movistar Team - Katusha-Alpecin - Ineos - Team Sunweb - Trek-Segafredo - UAE Team Emirates Équipes continentales professionnelles (3)- Team Novo Nordisk - Cofidis, Solutions Crédits - Gazprom-RusVelo Équipe nationale- Pologne |
| |

## Étapes
Ce Tour de Pologne est constitué de sept étapes représentant un parcours de 1 036 kilomètres.
| Étape     | Date   | Villes étapes                             | type                      | Distance (km) | Vainqueur d'étape     | Leader du classement général |
| --------- | ------ | ----------------------------------------- | ------------------------- | ------------- | --------------------- | ---------------------------- |
| 1re étape | 3 août | Cracovie – Cracovie                       | étape de plaine           | 132           | Pascal Ackermann      | Pascal Ackermann             |
| 2e étape  | 4 août | Tarnowskie Góry – Katowice                | étape de plaine           | 153           | Luka Mezgec           | Pascal Ackermann             |
| 3e étape  | 5 août | stade de Silésie – Zabrze                 | étape de plaine           | 150,5         | Pascal Ackermann      | Pascal Ackermann             |
| 4e étape  | 6 août | Jaworzno – Kocierz (Beskid Mały)          | étape de montagne         | 133,7         | annulation de l'étape | Pascal Ackermann             |
| 5e étape  | 7 août | mines de sel de Wieliczka – Bielsko-Biała | étape de moyenne montagne | 154           | Luka Mezgec           | Pascal Ackermann             |
| 6e étape  | 8 août | Zakopane – Kościelisko                    | étape de montagne         | 160           | Jonas Vingegaard      | Jonas Vingegaard             |
| 7e étape  | 9 août | Bukowina Tatrzańska – Bukowina Tatrzańska | étape de montagne         | 153           | Matej Mohorič         | Pavel Sivakov                |

## Déroulement de la course

### 1reétape
| \| Classement de l'étape \| Classement de l'étape \| Classement de l'étape \| Classement de l'étape \| Classement de l'étape \| \| Coureur \| Coureur \| Pays \| Équipe \| Temps \| \| --------------------- \| --------------------- \| --------------------- \| --------------------- \| --------------------- \| \| 1er \| Pascal Ackermann \| Allemagne \| Bora-Hansgrohe \| 2 h 57 min 58 s \| \| 2e \| Fernando Gaviria \| Colombie \| UAE Team Emirates \| + 0 s \| \| 3e \| Fabio Jakobsen \| Pays-Bas \| Deceuninck-Quick Step \| + 0 s \| \| 4e \| Max Walscheid \| Allemagne \| Team Sunweb \| + 0 s \| \| 5e \| Danny van Poppel \| Pays-Bas \| Team Jumbo-Visma \| + 0 s \| \| 6e \| Jakub Mareczko \| Italie \| CCC Team \| + 0 s \| \| 7e \| Sacha Modolo \| Italie \| EF Education First \| + 0 s \| \| 8e \| Paweł Franczak \| Pologne \| Pologne \| + 0 s \| \| 9e \| John Degenkolb \| Allemagne \| Trek-Segafredo \| + 0 s \| \| 10e \| Luka Mezgec \| Slovénie \| Mitchelton-Scott \| + 0 s \| |                  |           |                       |                 |
| |                  |           |                       |                 |
| |                  |           |                       |                 |
| Classement de l'étape |                  |           |                       |                 |
| Coureur | Coureur          | Pays      | Équipe                | Temps           |
| 1er | Pascal Ackermann | Allemagne | Bora-Hansgrohe        | 2 h 57 min 58 s |
| 2e | Fernando Gaviria | Colombie  | UAE Team Emirates     | + 0 s           |
| 3e | Fabio Jakobsen   | Pays-Bas  | Deceuninck-Quick Step | + 0 s           |
| 4e | Max Walscheid    | Allemagne | Team Sunweb           | + 0 s           |
| 5e | Danny van Poppel | Pays-Bas  | Team Jumbo-Visma      | + 0 s           |
| 6e | Jakub Mareczko   | Italie    | CCC Team              | + 0 s           |
| 7e | Sacha Modolo     | Italie    | EF Education First    | + 0 s           |
| 8e | Paweł Franczak   | Pologne   | Pologne               | + 0 s           |
| 9e | John Degenkolb   | Allemagne | Trek-Segafredo        | + 0 s           |
| 10e | Luka Mezgec      | Slovénie  | Mitchelton-Scott      | + 0 s           |

| \| Classement général \| Classement général \| Classement général \| Classement général \| Classement général \| \| Coureur \| Coureur \| Pays \| Équipe \| Temps \| \| ------------------ \| ------------------ \| ------------------ \| --------------------- \| ------------------ \| \| 1er \| Pascal Ackermann \| Allemagne \| Bora-Hansgrohe \| 2 h 57 min 48 s \| \| 2e \| Jakub Kaczmarek \| Pologne \| Pologne \| + 3 s \| \| 3e \| Fernando Gaviria \| Colombie \| UAE Team Emirates \| + 4 s \| \| 4e \| Charles Planet \| France \| Team Novo Nordisk \| + 4 s \| \| 5e \| Fabio Jakobsen \| Pays-Bas \| Deceuninck-Quick Step \| + 6 s \| \| 6e \| Adrian Kurek \| Pologne \| Pologne \| + 7 s \| \| 7e \| Matej Mohorič \| Slovénie \| Bahrain-Merida \| + 9 s \| \| 8e \| Quentin Jauregui \| France \| AG2R La Mondiale \| + 9 s \| \| 9e \| Max Walscheid \| Allemagne \| Team Sunweb \| + 10 s \| \| 10e \| Danny van Poppel \| Pays-Bas \| Team Jumbo-Visma \| + 10 s \| |                  |           |                       |                 |
| |                  |           |                       |                 |
| |                  |           |                       |                 |
| Classement général |                  |           |                       |                 |
| Coureur | Coureur          | Pays      | Équipe                | Temps           |
| 1er | Pascal Ackermann | Allemagne | Bora-Hansgrohe        | 2 h 57 min 48 s |
| 2e | Jakub Kaczmarek  | Pologne   | Pologne               | + 3 s           |
| 3e | Fernando Gaviria | Colombie  | UAE Team Emirates     | + 4 s           |
| 4e | Charles Planet   | France    | Team Novo Nordisk     | + 4 s           |
| 5e | Fabio Jakobsen   | Pays-Bas  | Deceuninck-Quick Step | + 6 s           |
| 6e | Adrian Kurek     | Pologne   | Pologne               | + 7 s           |
| 7e | Matej Mohorič    | Slovénie  | Bahrain-Merida        | + 9 s           |
| 8e | Quentin Jauregui | France    | AG2R La Mondiale      | + 9 s           |
| 9e | Max Walscheid    | Allemagne | Team Sunweb           | + 10 s          |
| 10e | Danny van Poppel | Pays-Bas  | Team Jumbo-Visma      | + 10 s          |

### 2eétape
| \| Classement de l'étape \| Classement de l'étape \| Classement de l'étape \| Classement de l'étape \| Classement de l'étape \| \| Coureur \| Coureur \| Pays \| Équipe \| Temps \| \| --------------------- \| --------------------- \| --------------------- \| --------------------- \| --------------------- \| \| 1er \| Luka Mezgec \| Slovénie \| Mitchelton-Scott \| 3 h 32 min 42 s \| \| 2e \| Fernando Gaviria \| Colombie \| UAE Team Emirates \| + 0 s \| \| 3e \| Pascal Ackermann \| Allemagne \| Bora-Hansgrohe \| + 0 s \| \| 4e \| Danny van Poppel \| Pays-Bas \| Team Jumbo-Visma \| + 0 s \| \| 5e \| Marc Sarreau \| France \| Groupama-FDJ \| + 0 s \| \| 6e \| Max Walscheid \| Allemagne \| Team Sunweb \| + 0 s \| \| 7e \| Sacha Modolo \| Italie \| EF Education First \| + 0 s \| \| 8e \| Clément Venturini \| France \| AG2R La Mondiale \| + 0 s \| \| 9e \| Matej Mohorič \| Slovénie \| Bahrain-Merida \| + 0 s \| \| 10e \| Enzo Wouters \| Belgique \| Lotto-Soudal \| + 0 s \| |                   |           |                    |                 |
| |                   |           |                    |                 |
| |                   |           |                    |                 |
| Classement de l'étape |                   |           |                    |                 |
| Coureur | Coureur           | Pays      | Équipe             | Temps           |
| 1er | Luka Mezgec       | Slovénie  | Mitchelton-Scott   | 3 h 32 min 42 s |
| 2e | Fernando Gaviria  | Colombie  | UAE Team Emirates  | + 0 s           |
| 3e | Pascal Ackermann  | Allemagne | Bora-Hansgrohe     | + 0 s           |
| 4e | Danny van Poppel  | Pays-Bas  | Team Jumbo-Visma   | + 0 s           |
| 5e | Marc Sarreau      | France    | Groupama-FDJ       | + 0 s           |
| 6e | Max Walscheid     | Allemagne | Team Sunweb        | + 0 s           |
| 7e | Sacha Modolo      | Italie    | EF Education First | + 0 s           |
| 8e | Clément Venturini | France    | AG2R La Mondiale   | + 0 s           |
| 9e | Matej Mohorič     | Slovénie  | Bahrain-Merida     | + 0 s           |
| 10e | Enzo Wouters      | Belgique  | Lotto-Soudal       | + 0 s           |

| \| Classement général \| Classement général \| Classement général \| Classement général \| Classement général \| \| Coureur \| Coureur \| Pays \| Équipe \| Temps \| \| ------------------ \| ------------------ \| ------------------ \| --------------------- \| ------------------ \| \| 1er \| Pascal Ackermann \| Allemagne \| Bora-Hansgrohe \| 6 h 30 min 26 s \| \| 2e \| Charles Planet \| France \| Team Novo Nordisk \| + 1 s \| \| 3e \| Fernando Gaviria \| Colombie \| UAE Team Emirates \| + 2 s \| \| 4e \| Luka Mezgec \| Slovénie \| Mitchelton-Scott \| + 4 s \| \| 5e \| Paweł Franczak \| Pologne \| Pologne \| + 6 s \| \| 6e \| Jakub Kaczmarek \| Pologne \| Pologne \| + 7 s \| \| 7e \| Fabio Jakobsen \| Pays-Bas \| Deceuninck-Quick Step \| + 10 s \| \| 8e \| Ben Swift \| Royaume-Uni \| Team Ineos \| + 12 s \| \| 9e \| Quentin Jauregui \| France \| AG2R La Mondiale \| + 12 s \| \| 10e \| Matej Mohorič \| Slovénie \| Bahrain-Merida \| + 13 s \| |                  |             |                       |                 |
| |                  |             |                       |                 |
| |                  |             |                       |                 |
| Classement général |                  |             |                       |                 |
| Coureur | Coureur          | Pays        | Équipe                | Temps           |
| 1er | Pascal Ackermann | Allemagne   | Bora-Hansgrohe        | 6 h 30 min 26 s |
| 2e | Charles Planet   | France      | Team Novo Nordisk     | + 1 s           |
| 3e | Fernando Gaviria | Colombie    | UAE Team Emirates     | + 2 s           |
| 4e | Luka Mezgec      | Slovénie    | Mitchelton-Scott      | + 4 s           |
| 5e | Paweł Franczak   | Pologne     | Pologne               | + 6 s           |
| 6e | Jakub Kaczmarek  | Pologne     | Pologne               | + 7 s           |
| 7e | Fabio Jakobsen   | Pays-Bas    | Deceuninck-Quick Step | + 10 s          |
| 8e | Ben Swift        | Royaume-Uni | Team Ineos            | + 12 s          |
| 9e | Quentin Jauregui | France      | AG2R La Mondiale      | + 12 s          |
| 10e | Matej Mohorič    | Slovénie    | Bahrain-Merida        | + 13 s          |

### 3eétape
| \| Classement de l'étape \| Classement de l'étape \| Classement de l'étape \| Classement de l'étape \| Classement de l'étape \| \| Coureur \| Coureur \| Pays \| Équipe \| Temps \| \| --------------------- \| --------------------- \| --------------------- \| --------------------- \| --------------------- \| \| 1er \| Pascal Ackermann \| Allemagne \| Bora-Hansgrohe \| 3 h 29 min 41 s \| \| 2e \| Danny van Poppel \| Pays-Bas \| Team Jumbo-Visma \| + 0 s \| \| 3e \| Mads Pedersen \| Danemark \| Trek-Segafredo \| + 0 s \| \| 4e \| John Degenkolb \| Allemagne \| Trek-Segafredo \| + 0 s \| \| 5e \| Max Walscheid \| Allemagne \| Team Sunweb \| + 0 s \| \| 6e \| Mark Cavendish \| Royaume-Uni \| Dimension Data \| + 0 s \| \| 7e \| Marc Sarreau \| France \| Groupama-FDJ \| + 0 s \| \| 8e \| Andrea Peron \| Italie \| Team Novo Nordisk \| + 0 s \| \| 9e \| Fernando Gaviria \| Colombie \| UAE Team Emirates \| + 0 s \| \| 10e \| Matej Mohorič \| Slovénie \| Bahrain-Merida \| + 0 s \| |                  |             |                   |                 |
| |                  |             |                   |                 |
| |                  |             |                   |                 |
| Classement de l'étape |                  |             |                   |                 |
| Coureur | Coureur          | Pays        | Équipe            | Temps           |
| 1er | Pascal Ackermann | Allemagne   | Bora-Hansgrohe    | 3 h 29 min 41 s |
| 2e | Danny van Poppel | Pays-Bas    | Team Jumbo-Visma  | + 0 s           |
| 3e | Mads Pedersen    | Danemark    | Trek-Segafredo    | + 0 s           |
| 4e | John Degenkolb   | Allemagne   | Trek-Segafredo    | + 0 s           |
| 5e | Max Walscheid    | Allemagne   | Team Sunweb       | + 0 s           |
| 6e | Mark Cavendish   | Royaume-Uni | Dimension Data    | + 0 s           |
| 7e | Marc Sarreau     | France      | Groupama-FDJ      | + 0 s           |
| 8e | Andrea Peron     | Italie      | Team Novo Nordisk | + 0 s           |
| 9e | Fernando Gaviria | Colombie    | UAE Team Emirates | + 0 s           |
| 10e | Matej Mohorič    | Slovénie    | Bahrain-Merida    | + 0 s           |

| \| Classement général \| Classement général \| Classement général \| Classement général \| Classement général \| \| Coureur \| Coureur \| Pays \| Équipe \| Temps \| \| ------------------ \| ------------------ \| ------------------ \| --------------------- \| ------------------ \| \| 1er \| Pascal Ackermann \| Allemagne \| Bora-Hansgrohe \| 9 h 59 min 57 s \| \| 2e \| Fernando Gaviria \| Colombie \| UAE Team Emirates \| + 12 s \| \| 3e \| Luka Mezgec \| Slovénie \| Mitchelton-Scott \| + 14 s \| \| 4e \| Paweł Franczak \| Pologne \| Pologne \| + 16 s \| \| 5e \| Jakub Kaczmarek \| Pologne \| Pologne \| + 17 s \| \| 6e \| Danny van Poppel \| Pays-Bas \| Team Jumbo-Visma \| + 18 s \| \| 7e \| Fabio Jakobsen \| Pays-Bas \| Deceuninck-Quick Step \| + 20 s \| \| 8e \| Ben Swift \| Royaume-Uni \| Team Ineos \| + 22 s \| \| 9e \| Quentin Jauregui \| France \| AG2R La Mondiale \| + 22 s \| \| 10e \| Matej Mohorič \| Slovénie \| Bahrain-Merida \| + 23 s \| |                  |             |                       |                 |
| |                  |             |                       |                 |
| |                  |             |                       |                 |
| Classement général |                  |             |                       |                 |
| Coureur | Coureur          | Pays        | Équipe                | Temps           |
| 1er | Pascal Ackermann | Allemagne   | Bora-Hansgrohe        | 9 h 59 min 57 s |
| 2e | Fernando Gaviria | Colombie    | UAE Team Emirates     | + 12 s          |
| 3e | Luka Mezgec      | Slovénie    | Mitchelton-Scott      | + 14 s          |
| 4e | Paweł Franczak   | Pologne     | Pologne               | + 16 s          |
| 5e | Jakub Kaczmarek  | Pologne     | Pologne               | + 17 s          |
| 6e | Danny van Poppel | Pays-Bas    | Team Jumbo-Visma      | + 18 s          |
| 7e | Fabio Jakobsen   | Pays-Bas    | Deceuninck-Quick Step | + 20 s          |
| 8e | Ben Swift        | Royaume-Uni | Team Ineos            | + 22 s          |
| 9e | Quentin Jauregui | France      | AG2R La Mondiale      | + 22 s          |
| 10e | Matej Mohorič    | Slovénie    | Bahrain-Merida        | + 23 s          |

### 4eétape
La quatrième étape est neutralisée par l'organisation en hommage au coureur Bjorg Lambrecht, décédé la veille.

### 5eétape
| \| Classement de l'étape \| Classement de l'étape \| Classement de l'étape \| Classement de l'étape \| Classement de l'étape \| \| Coureur \| Coureur \| Pays \| Équipe \| Temps \| \| --------------------- \| --------------------- \| --------------------- \| --------------------- \| --------------------- \| \| 1er \| Luka Mezgec \| Slovénie \| Mitchelton-Scott \| 3 h 49 min 55 s \| \| 2e \| Eduard Prades \| Espagne \| Movistar Team \| + 0 s \| \| 3e \| Ben Swift \| Royaume-Uni \| Team Ineos \| + 0 s \| \| 4e \| Petr Vakoč \| Tchéquie \| Deceuninck-Quick Step \| + 0 s \| \| 5e \| Pierre Latour \| France \| AG2R La Mondiale \| + 0 s \| \| 6e \| Rafał Majka \| Pologne \| Bora-Hansgrohe \| + 0 s \| \| 7e \| Enrico Battaglin \| Italie \| Katusha-Alpecin \| + 0 s \| \| 8e \| Marc Sarreau \| France \| Groupama-FDJ \| + 0 s \| \| 9e \| Chris Hamilton \| Australie \| Team Sunweb \| + 0 s \| \| 10e \| Michael Gogl \| Autriche \| Trek-Segafredo \| + 0 s \| |                  |             |                       |                 |
| |                  |             |                       |                 |
| |                  |             |                       |                 |
| Classement de l'étape |                  |             |                       |                 |
| Coureur | Coureur          | Pays        | Équipe                | Temps           |
| 1er | Luka Mezgec      | Slovénie    | Mitchelton-Scott      | 3 h 49 min 55 s |
| 2e | Eduard Prades    | Espagne     | Movistar Team         | + 0 s           |
| 3e | Ben Swift        | Royaume-Uni | Team Ineos            | + 0 s           |
| 4e | Petr Vakoč       | Tchéquie    | Deceuninck-Quick Step | + 0 s           |
| 5e | Pierre Latour    | France      | AG2R La Mondiale      | + 0 s           |
| 6e | Rafał Majka      | Pologne     | Bora-Hansgrohe        | + 0 s           |
| 7e | Enrico Battaglin | Italie      | Katusha-Alpecin       | + 0 s           |
| 8e | Marc Sarreau     | France      | Groupama-FDJ          | + 0 s           |
| 9e | Chris Hamilton   | Australie   | Team Sunweb           | + 0 s           |
| 10e | Michael Gogl     | Autriche    | Trek-Segafredo        | + 0 s           |

| \| Classement général \| Classement général \| Classement général \| Classement général \| Classement général \| \| Coureur \| Coureur \| Pays \| Équipe \| Temps \| \| ------------------ \| ------------------ \| ------------------ \| ------------------ \| ------------------ \| \| 1er \| Pascal Ackermann \| Allemagne \| Bora-Hansgrohe \| 18 h 06 min 30 s \| \| 2e \| Luka Mezgec \| Slovénie \| Mitchelton-Scott \| + 4 s \| \| 3e \| Ben Swift \| Royaume-Uni \| Team Ineos \| + 16 s \| \| 4e \| Eduard Prades \| Espagne \| Movistar Team \| + 18 s \| \| 5e \| Matej Mohorič \| Slovénie \| Bahrain-Merida \| + 20 s \| \| 6e \| Quentin Jauregui \| France \| AG2R La Mondiale \| + 22 s \| \| 7e \| Pierre Latour \| France \| AG2R La Mondiale \| + 23 s \| \| 8e \| Marc Sarreau \| France \| Groupama-FDJ \| + 24 s \| \| 9e \| Clément Venturini \| France \| AG2R La Mondiale \| + 24 s \| \| 10e \| Diego Ulissi \| Italie \| UAE Team Emirates \| + 24 s \| |                   |             |                   |                  |
| |                   |             |                   |                  |
| |                   |             |                   |                  |
| Classement général |                   |             |                   |                  |
| Coureur | Coureur           | Pays        | Équipe            | Temps            |
| 1er | Pascal Ackermann  | Allemagne   | Bora-Hansgrohe    | 18 h 06 min 30 s |
| 2e | Luka Mezgec       | Slovénie    | Mitchelton-Scott  | + 4 s            |
| 3e | Ben Swift         | Royaume-Uni | Team Ineos        | + 16 s           |
| 4e | Eduard Prades     | Espagne     | Movistar Team     | + 18 s           |
| 5e | Matej Mohorič     | Slovénie    | Bahrain-Merida    | + 20 s           |
| 6e | Quentin Jauregui  | France      | AG2R La Mondiale  | + 22 s           |
| 7e | Pierre Latour     | France      | AG2R La Mondiale  | + 23 s           |
| 8e | Marc Sarreau      | France      | Groupama-FDJ      | + 24 s           |
| 9e | Clément Venturini | France      | AG2R La Mondiale  | + 24 s           |
| 10e | Diego Ulissi      | Italie      | UAE Team Emirates | + 24 s           |

### 6eétape
| \| Classement de l'étape \| Classement de l'étape \| Classement de l'étape \| Classement de l'étape \| Classement de l'étape \| \| Coureur \| Coureur \| Pays \| Équipe \| Temps \| \| --------------------- \| --------------------- \| --------------------- \| --------------------- \| --------------------- \| \| 1er \| Jonas Vingegaard \| Danemark \| Team Jumbo-Visma \| 4 h 07 min 13 s \| \| 2e \| Pavel Sivakov \| Russie \| Team Ineos \| + 0 s \| \| 3e \| Jai Hindley \| Australie \| Team Sunweb \| + 0 s \| \| 4e \| Sergio Higuita \| Colombie \| EF Education First \| + 8 s \| \| 5e \| Rafał Majka \| Pologne \| Bora-Hansgrohe \| + 10 s \| \| 6e \| Pierre Latour \| France \| AG2R La Mondiale \| + 10 s \| \| 7e \| Davide Formolo \| Italie \| Bora-Hansgrohe \| + 10 s \| \| 8e \| Tao Geoghegan Hart \| Royaume-Uni \| Team Ineos \| + 10 s \| \| 9e \| Chris Hamilton \| Australie \| Team Sunweb \| + 10 s \| \| 10e \| Diego Ulissi \| Italie \| UAE Team Emirates \| + 10 s \| |                    |             |                    |                 |
| |                    |             |                    |                 |
| |                    |             |                    |                 |
| Classement de l'étape |                    |             |                    |                 |
| Coureur | Coureur            | Pays        | Équipe             | Temps           |
| 1er | Jonas Vingegaard   | Danemark    | Team Jumbo-Visma   | 4 h 07 min 13 s |
| 2e | Pavel Sivakov      | Russie      | Team Ineos         | + 0 s           |
| 3e | Jai Hindley        | Australie   | Team Sunweb        | + 0 s           |
| 4e | Sergio Higuita     | Colombie    | EF Education First | + 8 s           |
| 5e | Rafał Majka        | Pologne     | Bora-Hansgrohe     | + 10 s          |
| 6e | Pierre Latour      | France      | AG2R La Mondiale   | + 10 s          |
| 7e | Davide Formolo     | Italie      | Bora-Hansgrohe     | + 10 s          |
| 8e | Tao Geoghegan Hart | Royaume-Uni | Team Ineos         | + 10 s          |
| 9e | Chris Hamilton     | Australie   | Team Sunweb        | + 10 s          |
| 10e | Diego Ulissi       | Italie      | UAE Team Emirates  | + 10 s          |

| \| Classement général \| Classement général \| Classement général \| Classement général \| Classement général \| \| Coureur \| Coureur \| Pays \| Équipe \| Temps \| \| ------------------ \| ------------------ \| ------------------ \| --------------------- \| ------------------ \| \| 1er \| Jonas Vingegaard \| Danemark \| Team Jumbo-Visma \| 22 h 13 min 57 s \| \| 2e \| Pavel Sivakov \| Russie \| Team Ineos \| + 4 s \| \| 3e \| Jai Hindley \| Australie \| Team Sunweb \| + 6 s \| \| 4e \| Diego Ulissi \| Italie \| UAE Team Emirates \| + 17 s \| \| 5e \| Sergio Higuita \| Colombie \| EF Education First \| + 18 s \| \| 6e \| Pierre Latour \| France \| AG2R La Mondiale \| + 19 s \| \| 7e \| Davide Formolo \| Italie \| Bora-Hansgrohe \| + 20 s \| \| 8e \| Chris Hamilton \| Australie \| Team Sunweb \| + 20 s \| \| 9e \| Rafał Majka \| Pologne \| Bora-Hansgrohe \| + 20 s \| \| 10e \| James Knox \| Royaume-Uni \| Deceuninck-Quick Step \| + 20 s \| |                  |             |                       |                  |
| |                  |             |                       |                  |
| |                  |             |                       |                  |
| Classement général |                  |             |                       |                  |
| Coureur | Coureur          | Pays        | Équipe                | Temps            |
| 1er | Jonas Vingegaard | Danemark    | Team Jumbo-Visma      | 22 h 13 min 57 s |
| 2e | Pavel Sivakov    | Russie      | Team Ineos            | + 4 s            |
| 3e | Jai Hindley      | Australie   | Team Sunweb           | + 6 s            |
| 4e | Diego Ulissi     | Italie      | UAE Team Emirates     | + 17 s           |
| 5e | Sergio Higuita   | Colombie    | EF Education First    | + 18 s           |
| 6e | Pierre Latour    | France      | AG2R La Mondiale      | + 19 s           |
| 7e | Davide Formolo   | Italie      | Bora-Hansgrohe        | + 20 s           |
| 8e | Chris Hamilton   | Australie   | Team Sunweb           | + 20 s           |
| 9e | Rafał Majka      | Pologne     | Bora-Hansgrohe        | + 20 s           |
| 10e | James Knox       | Royaume-Uni | Deceuninck-Quick Step | + 20 s           |

### 7eétape
| \| Classement de l'étape \| Classement de l'étape \| Classement de l'étape \| Classement de l'étape \| Classement de l'étape \| \| Coureur \| Coureur \| Pays \| Équipe \| Temps \| \| --------------------- \| --------------------- \| --------------------- \| --------------------- \| --------------------- \| \| 1er \| Matej Mohorič \| Slovénie \| Bahrain-Merida \| 4 h 04 min 42 s \| \| 2e \| Neilson Powless \| États-Unis \| Team Jumbo-Visma \| + 55 s \| \| 3e \| Gianluca Brambilla \| Italie \| Trek-Segafredo \| + 1 min 07 s \| \| 4e \| Tsgabu Grmay \| Éthiopie \| Mitchelton-Scott \| + 1 min 19 s \| \| 5e \| Paweł Poljański \| Pologne \| Bora-Hansgrohe \| + 1 min 32 s \| \| 6e \| Daniel Navarro \| Espagne \| Katusha-Alpecin \| + 1 min 57 s \| \| 7e \| Kilian Frankiny \| Suisse \| Groupama-FDJ \| + 1 min 57 s \| \| 8e \| Pierre Latour \| France \| AG2R La Mondiale \| + 2 min 15 s \| \| 9e \| Sergio Higuita \| Colombie \| EF Education First \| + 2 min 15 s \| \| 10e \| Diego Ulissi \| Italie \| UAE Team Emirates \| + 2 min 15 s \| |                    |            |                    |                 |
| |                    |            |                    |                 |
| |                    |            |                    |                 |
| Classement de l'étape |                    |            |                    |                 |
| Coureur | Coureur            | Pays       | Équipe             | Temps           |
| 1er | Matej Mohorič      | Slovénie   | Bahrain-Merida     | 4 h 04 min 42 s |
| 2e | Neilson Powless    | États-Unis | Team Jumbo-Visma   | + 55 s          |
| 3e | Gianluca Brambilla | Italie     | Trek-Segafredo     | + 1 min 07 s    |
| 4e | Tsgabu Grmay       | Éthiopie   | Mitchelton-Scott   | + 1 min 19 s    |
| 5e | Paweł Poljański    | Pologne    | Bora-Hansgrohe     | + 1 min 32 s    |
| 6e | Daniel Navarro     | Espagne    | Katusha-Alpecin    | + 1 min 57 s    |
| 7e | Kilian Frankiny    | Suisse     | Groupama-FDJ       | + 1 min 57 s    |
| 8e | Pierre Latour      | France     | AG2R La Mondiale   | + 2 min 15 s    |
| 9e | Sergio Higuita     | Colombie   | EF Education First | + 2 min 15 s    |
| 10e | Diego Ulissi       | Italie     | UAE Team Emirates  | + 2 min 15 s    |

## Classements finals

### Classement général final
| \| Classement général \| Classement général \| Classement général \| Classement général \| Classement général \| \| Coureur \| Coureur \| Pays \| Équipe \| Temps \| \| ------------------ \| ------------------ \| ------------------ \| --------------------- \| ------------------ \| \| 1er \| Pavel Sivakov \| Russie \| Team Ineos \| 26 h 20 min 58 s \| \| 2e \| Jai Hindley \| Australie \| Team Sunweb \| + 2 s \| \| 3e \| Diego Ulissi \| Italie \| UAE Team Emirates \| + 12 s \| \| 4e \| Sergio Higuita \| Colombie \| EF Education First \| + 14 s \| \| 5e \| Tao Geoghegan Hart \| Royaume-Uni \| Team Ineos \| + 14 s \| \| 6e \| Pierre Latour \| France \| AG2R La Mondiale \| + 15 s \| \| 7e \| Davide Formolo \| Italie \| Bora-Hansgrohe \| + 16 s \| \| 8e \| Chris Hamilton \| Australie \| Team Sunweb \| + 16 s \| \| 9e \| Rafał Majka \| Pologne \| Bora-Hansgrohe \| + 16 s \| \| 10e \| James Knox \| Royaume-Uni \| Deceuninck-Quick Step \| + 16 s \| |                    |             |                       |                  |
| |                    |             |                       |                  |
| Source : ProCyclingStats |                    |             |                       |                  |
| Classement général |                    |             |                       |                  |
| Coureur | Coureur            | Pays        | Équipe                | Temps            |
| 1er | Pavel Sivakov      | Russie      | Team Ineos            | 26 h 20 min 58 s |
| 2e | Jai Hindley        | Australie   | Team Sunweb           | + 2 s            |
| 3e | Diego Ulissi       | Italie      | UAE Team Emirates     | + 12 s           |
| 4e | Sergio Higuita     | Colombie    | EF Education First    | + 14 s           |
| 5e | Tao Geoghegan Hart | Royaume-Uni | Team Ineos            | + 14 s           |
| 6e | Pierre Latour      | France      | AG2R La Mondiale      | + 15 s           |
| 7e | Davide Formolo     | Italie      | Bora-Hansgrohe        | + 16 s           |
| 8e | Chris Hamilton     | Australie   | Team Sunweb           | + 16 s           |
| 9e | Rafał Majka        | Pologne     | Bora-Hansgrohe        | + 16 s           |
| 10e | James Knox         | Royaume-Uni | Deceuninck-Quick Step | + 16 s           |

### Classements annexes finals
| Classement des sprints | Classement des sprints | Classement des sprints | Classement des sprints | Classement des sprints |
| Coureur                | Coureur                | Pays                   | Équipe                 | Points                 |
| ---------------------- | ---------------------- | ---------------------- | ---------------------- | ---------------------- |
| 1er                    | Marc Sarreau           | France                 | Groupama-FDJ           | 53 pts                 |
| 2e                     | Fernando Gaviria       | Colombie               | UAE Team Emirates      | 50 pts                 |
| 3e                     | Pierre Latour          | France                 | AG2R La Mondiale       | 44 pts                 |
| 4e                     | Matej Mohorič          | Slovénie               | Bahrain-Merida         | 43 pts                 |
| 5e                     | John Degenkolb         | Allemagne              | Trek-Segafredo         | 39 pts                 |
| 6e                     | Rafał Majka            | Pologne                | Bora-Hansgrohe         | 38 pts                 |
| 7e                     | Diego Ulissi           | Italie                 | UAE Team Emirates      | 36 pts                 |
| 8e                     | Clément Venturini      | France                 | AG2R La Mondiale       | 34 pts                 |
| 9e                     | Davide Formolo         | Italie                 | Bora-Hansgrohe         | 32 pts                 |
| 10e                    | Sergio Higuita         | Colombie               | EF Education First     | 29 pts                 |

| Classement des sprints | Classement des sprints | Classement des sprints | Classement des sprints | Classement des sprints |
| Coureur                | Coureur                | Pays                   | Équipe                 | Points                 |
| ---------------------- | ---------------------- | ---------------------- | ---------------------- | ---------------------- |
| 1er                    | Marc Sarreau           | France                 | Groupama-FDJ           | 53 pts                 |
| 2e                     | Fernando Gaviria       | Colombie               | UAE Team Emirates      | 50 pts                 |
| 3e                     | Pierre Latour          | France                 | AG2R La Mondiale       | 44 pts                 |
| 4e                     | Matej Mohorič          | Slovénie               | Bahrain-Merida         | 43 pts                 |
| 5e                     | John Degenkolb         | Allemagne              | Trek-Segafredo         | 39 pts                 |
| 6e                     | Rafał Majka            | Pologne                | Bora-Hansgrohe         | 38 pts                 |
| 7e                     | Diego Ulissi           | Italie                 | UAE Team Emirates      | 36 pts                 |
| 8e                     | Clément Venturini      | France                 | AG2R La Mondiale       | 34 pts                 |
| 9e                     | Davide Formolo         | Italie                 | Bora-Hansgrohe         | 32 pts                 |
| 10e                    | Sergio Higuita         | Colombie               | EF Education First     | 29 pts                 |

| Classement de la montagne | Classement de la montagne | Classement de la montagne | Classement de la montagne | Classement de la montagne |
| Coureur                   | Coureur                   | Pays                      | Équipe                    | Points                    |
| ------------------------- | ------------------------- | ------------------------- | ------------------------- | ------------------------- |
| 1er                       | Simon Geschke             | Allemagne                 | CCC Team                  | 60 pts                    |
| 2e                        | Tomasz Marczyński         | Pologne                   | Lotto-Soudal              | 57 pts                    |
| 3e                        | Matej Mohorič             | Slovénie                  | Bahrain-Merida            | 35 pts                    |
| 4e                        | Carl Fredrik Hagen        | Norvège                   | Lotto-Soudal              | 31 pts                    |
| 5e                        | Geoffrey Bouchard         | France                    | AG2R La Mondiale          | 22 pts                    |
| 6e                        | Merhawi Kudus             | Érythrée                  | Astana                    | 14 pts                    |
| 7e                        | Jonas Vingegaard          | Danemark                  | Team Jumbo-Visma          | 14 pts                    |
| 8e                        | Davide Formolo            | Italie                    | Bora-Hansgrohe            | 12 pts                    |
| 9e                        | Jai Hindley               | Australie                 | Team Sunweb               | 10 pts                    |
| 10e                       | Matteo Fabbro             | Italie                    | Katusha-Alpecin           | 10 pts                    |

| Classement de la montagne | Classement de la montagne | Classement de la montagne | Classement de la montagne | Classement de la montagne |
| Coureur                   | Coureur                   | Pays                      | Équipe                    | Points                    |
| ------------------------- | ------------------------- | ------------------------- | ------------------------- | ------------------------- |
| 1er                       | Simon Geschke             | Allemagne                 | CCC Team                  | 60 pts                    |
| 2e                        | Tomasz Marczyński         | Pologne                   | Lotto-Soudal              | 57 pts                    |
| 3e                        | Matej Mohorič             | Slovénie                  | Bahrain-Merida            | 35 pts                    |
| 4e                        | Carl Fredrik Hagen        | Norvège                   | Lotto-Soudal              | 31 pts                    |
| 5e                        | Geoffrey Bouchard         | France                    | AG2R La Mondiale          | 22 pts                    |
| 6e                        | Merhawi Kudus             | Érythrée                  | Astana                    | 14 pts                    |
| 7e                        | Jonas Vingegaard          | Danemark                  | Team Jumbo-Visma          | 14 pts                    |
| 8e                        | Davide Formolo            | Italie                    | Bora-Hansgrohe            | 12 pts                    |
| 9e                        | Jai Hindley               | Australie                 | Team Sunweb               | 10 pts                    |
| 10e                       | Matteo Fabbro             | Italie                    | Katusha-Alpecin           | 10 pts                    |

| Classement de la combativité | Classement de la combativité | Classement de la combativité | Classement de la combativité | Classement de la combativité |
| Coureur                      | Coureur                      | Pays                         | Équipe                       | Points                       |
| ---------------------------- | ---------------------------- | ---------------------------- | ---------------------------- | ---------------------------- |
| 1er                          | Charles Planet               | France                       | Team Novo Nordisk            | 19 pts                       |
| 2e                           | Matej Mohorič                | Slovénie                     | Bahrain-Merida               | 15 pts                       |
| 3e                           | Petr Vakoč                   | Tchéquie                     | Deceuninck-Quick Step        | 7 pts                        |
| 4e                           | Diego Ulissi                 | Italie                       | UAE Team Emirates            | 4 pts                        |
| 5e                           | Carl Fredrik Hagen           | Norvège                      | Lotto-Soudal                 | 4 pts                        |
| 6e                           | Ben Swift                    | Royaume-Uni                  | Team Ineos                   | 4 pts                        |
| 7e                           | Geoffrey Bouchard            | France                       | AG2R La Mondiale             | 4 pts                        |
| 8e                           | Tao Geoghegan Hart           | Royaume-Uni                  | Team Ineos                   | 2 pts                        |
| 9e                           | Szymon Rekita                | Pologne                      | Pologne                      | 2 pts                        |
| 10e                          | Quentin Jauregui             | France                       | AG2R La Mondiale             | 2 pts                        |

| Classement de la combativité | Classement de la combativité | Classement de la combativité | Classement de la combativité | Classement de la combativité |
| Coureur                      | Coureur                      | Pays                         | Équipe                       | Points                       |
| ---------------------------- | ---------------------------- | ---------------------------- | ---------------------------- | ---------------------------- |
| 1er                          | Charles Planet               | France                       | Team Novo Nordisk            | 19 pts                       |
| 2e                           | Matej Mohorič                | Slovénie                     | Bahrain-Merida               | 15 pts                       |
| 3e                           | Petr Vakoč                   | Tchéquie                     | Deceuninck-Quick Step        | 7 pts                        |
| 4e                           | Diego Ulissi                 | Italie                       | UAE Team Emirates            | 4 pts                        |
| 5e                           | Carl Fredrik Hagen           | Norvège                      | Lotto-Soudal                 | 4 pts                        |
| 6e                           | Ben Swift                    | Royaume-Uni                  | Team Ineos                   | 4 pts                        |
| 7e                           | Geoffrey Bouchard            | France                       | AG2R La Mondiale             | 4 pts                        |
| 8e                           | Tao Geoghegan Hart           | Royaume-Uni                  | Team Ineos                   | 2 pts                        |
| 9e                           | Szymon Rekita                | Pologne                      | Pologne                      | 2 pts                        |
| 10e                          | Quentin Jauregui             | France                       | AG2R La Mondiale             | 2 pts                        |

| Classement par équipes | Classement par équipes | Classement par équipes | Classement par équipes |
| Équipe                 | Équipe                 | Pays                   | Temps                  |
| ---------------------- | ---------------------- | ---------------------- | ---------------------- |
| 1re                    | Ineos                  | Royaume-Uni            | 79 h 07 min 11 s       |
| 2e                     | Team Sunweb            | Allemagne              | + 11 s                 |
| 3e                     | Mitchelton-Scott       | Australie              | + 4 min 09 s           |
| 4e                     | Team Jumbo-Visma       | Pays-Bas               | + 10 min 59 s          |
| 5e                     | Bora-hansgrohe         | Allemagne              | + 11 min 10 s          |
| 6e                     | EF Education First     | États-Unis             | + 17 min 16 s          |
| 7e                     | Astana                 | Kazakhstan             | + 18 min 24 s          |
| 8e                     | AG2R La Mondiale       | France                 | + 26 min 28 s          |
| 9e                     | Bahrain-Merida         | Bahreïn                | + 26 min 57 s          |
| 10e                    | UAE Team Emirates      | Émirats arabes unis    | + 30 min 03 s          |

| Classement par équipes | Classement par équipes | Classement par équipes | Classement par équipes |
| Équipe                 | Équipe                 | Pays                   | Temps                  |
| ---------------------- | ---------------------- | ---------------------- | ---------------------- |
| 1re                    | Ineos                  | Royaume-Uni            | 79 h 07 min 11 s       |
| 2e                     | Team Sunweb            | Allemagne              | + 11 s                 |
| 3e                     | Mitchelton-Scott       | Australie              | + 4 min 09 s           |
| 4e                     | Team Jumbo-Visma       | Pays-Bas               | + 10 min 59 s          |
| 5e                     | Bora-hansgrohe         | Allemagne              | + 11 min 10 s          |
| 6e                     | EF Education First     | États-Unis             | + 17 min 16 s          |
| 7e                     | Astana                 | Kazakhstan             | + 18 min 24 s          |
| 8e                     | AG2R La Mondiale       | France                 | + 26 min 28 s          |
| 9e                     | Bahrain-Merida         | Bahreïn                | + 26 min 57 s          |
| 10e                    | UAE Team Emirates      | Émirats arabes unis    | + 30 min 03 s          |

### Classements UCI
Le Tour de Pologne attribue le même nombre des points pour l'UCI World Tour 2019 (uniquement pour les coureurs membres d'équipes World Tour) et le Classement mondial UCI (pour tous les coureurs).
| Position           | 1er | 2e  | 3e  | 4e  | 5e  | 6e  | 7e  | 8e  | 9e | 10e | 11e | 12e | 13e | 14e | 15e | 16e à 20e | 21e à 30e | 31e à 50e | 51e à 55e | 56e à 60e |
| Classement général | 400 | 320 | 260 | 220 | 180 | 140 | 120 | 100 | 80 | 68  | 56  | 48  | 40  | 32  | 28  | 24        | 16        | 8         | 4         | 2         |
| Par étapes         | 50  | 20  | 8   |     |     |     |     |     |    |     |     |     |     |     |     |           |           |           |           |           |
| Leader             | 8   |     |     |     |     |     |     |     |    |     |     |     |     |     |     |           |           |           |           |           |

## Évolution des classements
| Étape              | Vainqueur          | Classement général | Classement par points | Classement de la montagne | Classement des sprints | Classement du meilleur polonais | Classement par équipes |
| ------------------ | ------------------ | ------------------ | --------------------- | ------------------------- | ---------------------- | ------------------------------- | ---------------------- |
| 1                  | Pascal Ackermann   | Pascal Ackermann   | Pascal Ackermann      | Charles Planet            | Jakub Kaczmarek        | Jakub Kaczmarek                 | UAE Emirates           |
| 2                  | Luka Mezgec        | Pascal Ackermann   | Pascal Ackermann      | Charles Planet            | Charles Planet         | Paweł Franczak                  | Bora-Hansgrohe         |
| 3                  | Pascal Ackermann   | Pascal Ackermann   | Pascal Ackermann      | Charles Planet            | Charles Planet         | Paweł Franczak                  | Bora-Hansgrohe         |
| 4                  | étape neutralisée  | Pascal Ackermann   | Pascal Ackermann      | Charles Planet            | Charles Planet         | Paweł Franczak                  | Bora-Hansgrohe         |
| 5                  | Luka Mezgec        | Pascal Ackermann   | Pascal Ackermann      | Rodrigo Contreras         | Charles Planet         | Rafał Majka                     | Bora-Hansgrohe         |
| 6                  | Jonas Vingegaard   | Jonas Vingegaard   | Marc Sarreau          | Tomasz Marczyński         | Charles Planet         | Rafał Majka                     | Ineos                  |
| 7                  | Matej Mohorič      | Pavel Sivakov      | Marc Sarreau          | Simon Geschke             | Charles Planet         | Rafał Majka                     | Ineos                  |
| Classements finals | Classements finals | Pavel Sivakov      | Marc Sarreau          | Simon Geschke             | Charles Planet         | Rafał Majka                     | Ineos                  |

## Liste des participants
| Team Ineos INS | Team Ineos INS           | Team Ineos INS |
| -------------- | ------------------------ | -------------- |
| Num            | Coureur                  | Pos            |
| 1              | Owain Doull (GBR)        | 51e            |
| 2              | Tao Geoghegan Hart (GBR) | 5e             |
| 3              | Michał Gołaś (POL)       | 67e            |
| 4              | Vasil Kiryienka (BLR)    | 84e            |
| 5              | Salvatore Puccio (ITA)   | 57e            |
| 6              | Pavel Sivakov (RUS)      | 1er            |
| 7              | Ben Swift (GBR) (route)  | 24e            |

| Deceuninck-Quick Step DQT | Deceuninck-Quick Step DQT    | Deceuninck-Quick Step DQT |
| ------------------------- | ---------------------------- | ------------------------- |
| Num                       | Coureur                      | Pos                       |
| 11                        | Rémi Cavagna (FRA)           | 82e                       |
| 12                        | Fabio Jakobsen (NED) (route) | AB-7                      |
| 13                        | Bob Jungels (LUX) (route)    | 58e                       |
| 14                        | James Knox (GBR)             | 10e                       |
| 15                        | Fabio Sabatini (ITA)         | NP-7                      |
| 16                        | Pieter Serry (BEL)           | 87e                       |
| 17                        | Petr Vakoč (CZE)             | 31e                       |

| Bora-Hansgrohe BOH | Bora-Hansgrohe BOH           | Bora-Hansgrohe BOH |
| ------------------ | ---------------------------- | ------------------ |
| Num                | Coureur                      | Pos                |
| 21                 | Pascal Ackermann (GER)       | AB-6               |
| 22                 | Cesare Benedetti (ITA)       | 69e                |
| 23                 | Maciej Bodnar (POL)          | 109e               |
| 24                 | Davide Formolo (ITA) (route) | 7e                 |
| 25                 | Rafał Majka (POL)            | 9e                 |
| 26                 | Paweł Poljański (POL)        | 54e                |
| 27                 | Rüdiger Selig (GER)          | AB-6               |

| Team Jumbo-Visma TJV | Team Jumbo-Visma TJV     | Team Jumbo-Visma TJV |
| -------------------- | ------------------------ | -------------------- |
| Num                  | Coureur                  | Pos                  |
| 31                   | Lennard Hofstede (NED)   | 73e                  |
| 32                   | Robert Gesink (NED)      | 36e                  |
| 33                   | Neilson Powless (USA)    | 28e                  |
| 34                   | Antwan Tolhoek (NED)     | 13e                  |
| 35                   | Taco van der Hoorn (NED) | 103e                 |
| 36                   | Danny van Poppel (NED)   | AB-7                 |
| 37                   | Jonas Vingegaard (DEN)   | 26e                  |

| Astana AST | Astana AST               | Astana AST |
| ---------- | ------------------------ | ---------- |
| Num        | Coureur                  | Pos        |
| 41         | Dario Cataldo (ITA)      | 72e        |
| 42         | Rodrigo Contreras (COL)  | 76e        |
| 43         | Jan Hirt (CZE)           | 80e        |
| 44         | Ion Izagirre (ESP)       | 11e        |
| 45         | Merhawi Kudus (ERI)      | 23e        |
| 46         | Miguel Ángel López (COL) | 40e        |
| 47         | Nikita Stalnow (KAZ)     | 81e        |

| UAE Team Emirates UAD | UAE Team Emirates UAD  | UAE Team Emirates UAD |
| --------------------- | ---------------------- | --------------------- |
| Num                   | Coureur                | Pos                   |
| 51                    | Simone Consonni (ITA)  | AB-7                  |
| 52                    | Valerio Conti (ITA)    | 49e                   |
| 53                    | Fernando Gaviria (COL) | 89e                   |
| 54                    | Manuele Mori (ITA)     | 79e                   |
| 55                    | Edward Ravasi (ITA)    | 53e                   |
| 56                    | Simone Petilli (ITA)   | 46e                   |
| 57                    | Diego Ulissi (ITA)     | 3e                    |

| Movistar Team MOV | Movistar Team MOV        | Movistar Team MOV |
| ----------------- | ------------------------ | ----------------- |
| Num               | Coureur                  | Pos               |
| 61                | Winner Anacona (COL)     | 48e               |
| 62                | Carlos Betancur (COL)    | 41e               |
| 63                | Rubén Fernández (ESP)    | 39e               |
| 64                | Eduard Prades (ESP)      | 34e               |
| 65                | José Joaquín Rojas (ESP) | 65e               |
| 66                | Eduardo Sepúlveda (ARG)  | 74e               |
| 67                | Rafael Valls (ESP)       | 38e               |

| Bahrain-Merida TBM | Bahrain-Merida TBM        | Bahrain-Merida TBM |
| ------------------ | ------------------------- | ------------------ |
| Num                | Coureur                   | Pos                |
| 71                 | Feng Chun-kai (TPE)       | AB-7               |
| 72                 | Matej Mohorič (SLO)       | 27e                |
| 73                 | Domen Novak (SLO) (route) | AB-6               |
| 74                 | Hermann Pernsteiner (AUT) | 44e                |
| 75                 | Luka Pibernik (SLO)       | 91e                |
| 76                 | Domenico Pozzovivo (ITA)  | 12e                |
| 77                 | Jan Tratnik (SLO)         | 96e                |

| Groupama-FDJ GFC | Groupama-FDJ GFC      | Groupama-FDJ GFC |
| ---------------- | --------------------- | ---------------- |
| Num              | Coureur               | Pos              |
| 81               | Bruno Armirail (FRA)  | 106e             |
| 82               | Mickaël Delage (FRA)  | AB-7             |
| 83               | Kilian Frankiny (SUI) | 33e              |
| 84               | Marc Sarreau (FRA)    | 77e              |
| 85               | Romain Seigle (FRA)   | 43e              |
| 86               | Benjamin Thomas (FRA) | 90e              |
| 87               | Léo Vincent (FRA)     | AB-5             |

| Team Sunweb SUN | Team Sunweb SUN              | Team Sunweb SUN |
| --------------- | ---------------------------- | --------------- |
| Num             | Coureur                      | Pos             |
| 91              | Asbjørn Kragh Andersen (DEN) | AB-6            |
| 92              | Chris Hamilton (AUS)         | 8e              |
| 93              | Jai Hindley (AUS)            | 2e              |
| 94              | Robert Power (AUS)           | 95e             |
| 95              | Max Kanter (GER)             | AB-6            |
| 96              | Michael Storer (AUS)         | 20e             |
| 97              | Max Walscheid (GER)          | AB-7            |

| Mitchelton-Scott MTS | Mitchelton-Scott MTS      | Mitchelton-Scott MTS |
| -------------------- | ------------------------- | -------------------- |
| Num                  | Coureur                   | Pos                  |
| 101                  | Sam Bewley (NZL)          | AB-6                 |
| 102                  | Alexander Edmondson (AUS) | 97e                  |
| 103                  | Tsgabu Grmay (ETH)        | 22e                  |
| 104                  | Damien Howson (AUS)       | 35e                  |
| 105                  | Luka Mezgec (SLO)         | AB-6                 |
| 106                  | Mikel Nieve (ESP)         | 16e                  |
| 107                  | Nick Schultz (AUS)        | 25e                  |

| EF Education First EF1 | EF Education First EF1    | EF Education First EF1 |
| ---------------------- | ------------------------- | ---------------------- |
| Num                    | Coureur                   | Pos                    |
| 111                    | Sacha Modolo (ITA)        | AB-6                   |
| 112                    | Nathan Brown (USA)        | 21e                    |
| 113                    | Sergio Higuita (COL)      | 4e                     |
| 114                    | Sean Bennett (USA)        | 98e                    |
| 115                    | Logan Owen (USA)          | AB-7                   |
| 116                    | Julius van den Berg (NED) | 108e                   |
| 117                    | Luis Villalobos (MEX)     | 59e                    |

| Trek-Segafredo TFS | Trek-Segafredo TFS       | Trek-Segafredo TFS |
| ------------------ | ------------------------ | ------------------ |
| Num                | Coureur                  | Pos                |
| 121                | Fumiyuki Beppu (JPN)     | AB-6               |
| 122                | Gianluca Brambilla (ITA) | 30e                |
| 123                | Nicola Conci (ITA)       | 17e                |
| 124                | John Degenkolb (GER)     | 94e                |
| 125                | Michael Gogl (AUT)       | 66e                |
| 126                | Mads Pedersen (DEN)      | AB-7               |

| AG2R La Mondiale ALM | AG2R La Mondiale ALM    | AG2R La Mondiale ALM |
| -------------------- | ----------------------- | -------------------- |
| Num                  | Coureur                 | Pos                  |
| 131                  | Geoffrey Bouchard (FRA) | 29e                  |
| 132                  | Clément Chevrier (FRA)  | 52e                  |
| 133                  | Silvan Dillier (SUI)    | AB-7                 |
| 134                  | Alexandre Geniez (FRA)  | AB-6                 |
| 135                  | Quentin Jauregui (FRA)  | 61e                  |
| 136                  | Pierre Latour (FRA)     | 6e                   |
| 137                  | Clément Venturini (FRA) | 64e                  |

| Lotto-Soudal LTS | Lotto-Soudal LTS         | Lotto-Soudal LTS |
| ---------------- | ------------------------ | ---------------- |
| Num              | Coureur                  | Pos              |
| 141              | Sander Armée (BEL)       | 47e              |
| 142              | Carl Fredrik Hagen (NOR) | 18e              |
| 143              | Bjorg Lambrecht (BEL)    | AB-3             |
| 144              | Tomasz Marczyński (POL)  | 62e              |
| 145              | Harm Vanhoucke (BEL)     | 88e              |
| 146              | Jelle Wallays (BEL)      | AB-6             |
| 147              | Enzo Wouters (BEL)       | AB-6             |

| CCC Team CCC | CCC Team CCC         | CCC Team CCC |
| ------------ | -------------------- | ------------ |
| Num          | Coureur              | Pos          |
| 151          | Amaro Antunes (POR)  | 75e          |
| 152          | Simon Geschke (GER)  | 19e          |
| 153          | Kamil Gradek (POL)   | 85e          |
| 154          | Jakub Mareczko (ITA) | NP-6         |
| 155          | Łukasz Owsian (POL)  | 42e          |
| 156          | Serge Pauwels (BEL)  | 63e          |
| 157          | Paweł Bernas (POL)   | 100e         |

| Katusha-Alpecin TKA | Katusha-Alpecin TKA    | Katusha-Alpecin TKA |
| ------------------- | ---------------------- | ------------------- |
| Num                 | Coureur                | Pos                 |
| 161                 | Enrico Battaglin (ITA) | 92e                 |
| 162                 | Matteo Fabbro (ITA)    | 14e                 |
| 163                 | Reto Hollenstein (SUI) | 102e                |
| 164                 | Pavel Kochetkov (RUS)  | 55e                 |
| 165                 | Daniel Navarro (ESP)   | 32e                 |
| 166                 | Simon Špilak (SLO)     | AB-6                |
| 167                 | Dmitri Strakhov (RUS)  | AB-7                |

| Dimension Data TDD | Dimension Data TDD      | Dimension Data TDD |
| ------------------ | ----------------------- | ------------------ |
| Num                | Coureur                 | Pos                |
| 171                | Mark Cavendish (GBR)    | NP-6               |
| 172                | Stefan de Bod (RSA)     | 86e                |
| 173                | Bernhard Eisel (AUT)    | AB-6               |
| 174                | Enrico Gasparotto (ITA) | 37e                |
| 175                | Gino Mäder (SUI)        | NP-5               |
| 176                | Ben O'Connor (AUS)      | 71e                |
| 177                | Jacobus Venter (RSA)    | 104e               |

| Pologne POL | Pologne POL      | Pologne POL |
| ----------- | ---------------- | ----------- |
| Num         | Coureur          | Pos         |
| 181         | Paweł Cieślik    | 83e         |
| 182         | Paweł Franczak   | AB-7        |
| 183         | Jakub Kaczmarek  | AB-7        |
| 184         | Adrian Kurek     | AB-6        |
| 185         | Maciej Paterski  | 101e        |
| 186         | Szymon Rekita    | 50e         |
| 187         | Marek Rutkiewicz | 60e         |

| Cofidis, Solutions Crédits COF | Cofidis, Solutions Crédits COF | Cofidis, Solutions Crédits COF |
| ------------------------------ | ------------------------------ | ------------------------------ |
| Num                            | Coureur                        | Pos                            |
| 191                            | Darwin Atapuma (COL)           | AB-7                           |
| 192                            | Nicolas Edet (FRA)             | 15e                            |
| 193                            | Filippo Fortin (ITA)           | AB-1                           |
| 194                            | Jesper Hansen (DEN)            | AB-7                           |
| 195                            | José Herrada (ESP)             | 70e                            |
| 196                            | Mathias Le Turnier (FRA)       | 68e                            |
| 197                            | Luis Ángel Maté (ESP)          | AB-1                           |

| Gazprom-RusVelo GAZ | Gazprom-RusVelo GAZ            | Gazprom-RusVelo GAZ |
| ------------------- | ------------------------------ | ------------------- |
| Num                 | Coureur                        | Pos                 |
| 201                 | Ildar Arslanov (RUS)           | AB-6                |
| 202                 | Nikolay Cherkasov (RUS)        | 56e                 |
| 203                 | Ivan Rovny (RUS)               | 45e                 |
| 204                 | Evgeny Shalunov (RUS)          | 93e                 |
| 205                 | Sergey Shilov (RUS)            | AB-6                |
| 206                 | Mamyr Stash (RUS)              | AB-6                |
| 207                 | Aleksandr Vlasov (RUS) (route) | AB-3                |

| Team Novo Nordisk TNN | Team Novo Nordisk TNN | Team Novo Nordisk TNN |
| --------------------- | --------------------- | --------------------- |
| Num                   | Coureur               | Pos                   |
| 211                   | Sam Brand (GBR)       | 105e                  |
| 212                   | Joonas Henttala (FIN) | AB-6                  |
| 213                   | Brian Kamstra (NED)   | AB-6                  |
| 214                   | Péter Kusztor (HUN)   | 78e                   |
| 215                   | David Lozano (ESP)    | 99e                   |
| 216                   | Andrea Peron (ITA)    | 107e                  |
| 217                   | Charles Planet (FRA)  | 110e                  |

| Team Ineos INS | Team Ineos INS           | Team Ineos INS |
| -------------- | ------------------------ | -------------- |
| Num            | Coureur                  | Pos            |
| 1              | Owain Doull (GBR)        | 51e            |
| 2              | Tao Geoghegan Hart (GBR) | 5e             |
| 3              | Michał Gołaś (POL)       | 67e            |
| 4              | Vasil Kiryienka (BLR)    | 84e            |
| 5              | Salvatore Puccio (ITA)   | 57e            |
| 6              | Pavel Sivakov (RUS)      | 1er            |
| 7              | Ben Swift (GBR) (route)  | 24e            |

| Deceuninck-Quick Step DQT | Deceuninck-Quick Step DQT    | Deceuninck-Quick Step DQT |
| ------------------------- | ---------------------------- | ------------------------- |
| Num                       | Coureur                      | Pos                       |
| 11                        | Rémi Cavagna (FRA)           | 82e                       |
| 12                        | Fabio Jakobsen (NED) (route) | AB-7                      |
| 13                        | Bob Jungels (LUX) (route)    | 58e                       |
| 14                        | James Knox (GBR)             | 10e                       |
| 15                        | Fabio Sabatini (ITA)         | NP-7                      |
| 16                        | Pieter Serry (BEL)           | 87e                       |
| 17                        | Petr Vakoč (CZE)             | 31e                       |

| Bora-Hansgrohe BOH | Bora-Hansgrohe BOH           | Bora-Hansgrohe BOH |
| ------------------ | ---------------------------- | ------------------ |
| Num                | Coureur                      | Pos                |
| 21                 | Pascal Ackermann (GER)       | AB-6               |
| 22                 | Cesare Benedetti (ITA)       | 69e                |
| 23                 | Maciej Bodnar (POL)          | 109e               |
| 24                 | Davide Formolo (ITA) (route) | 7e                 |
| 25                 | Rafał Majka (POL)            | 9e                 |
| 26                 | Paweł Poljański (POL)        | 54e                |
| 27                 | Rüdiger Selig (GER)          | AB-6               |

| Team Jumbo-Visma TJV | Team Jumbo-Visma TJV     | Team Jumbo-Visma TJV |
| -------------------- | ------------------------ | -------------------- |
| Num                  | Coureur                  | Pos                  |
| 31                   | Lennard Hofstede (NED)   | 73e                  |
| 32                   | Robert Gesink (NED)      | 36e                  |
| 33                   | Neilson Powless (USA)    | 28e                  |
| 34                   | Antwan Tolhoek (NED)     | 13e                  |
| 35                   | Taco van der Hoorn (NED) | 103e                 |
| 36                   | Danny van Poppel (NED)   | AB-7                 |
| 37                   | Jonas Vingegaard (DEN)   | 26e                  |

| Astana AST | Astana AST               | Astana AST |
| ---------- | ------------------------ | ---------- |
| Num        | Coureur                  | Pos        |
| 41         | Dario Cataldo (ITA)      | 72e        |
| 42         | Rodrigo Contreras (COL)  | 76e        |
| 43         | Jan Hirt (CZE)           | 80e        |
| 44         | Ion Izagirre (ESP)       | 11e        |
| 45         | Merhawi Kudus (ERI)      | 23e        |
| 46         | Miguel Ángel López (COL) | 40e        |
| 47         | Nikita Stalnow (KAZ)     | 81e        |

| UAE Team Emirates UAD | UAE Team Emirates UAD  | UAE Team Emirates UAD |
| --------------------- | ---------------------- | --------------------- |
| Num                   | Coureur                | Pos                   |
| 51                    | Simone Consonni (ITA)  | AB-7                  |
| 52                    | Valerio Conti (ITA)    | 49e                   |
| 53                    | Fernando Gaviria (COL) | 89e                   |
| 54                    | Manuele Mori (ITA)     | 79e                   |
| 55                    | Edward Ravasi (ITA)    | 53e                   |
| 56                    | Simone Petilli (ITA)   | 46e                   |
| 57                    | Diego Ulissi (ITA)     | 3e                    |

| Movistar Team MOV | Movistar Team MOV        | Movistar Team MOV |
| ----------------- | ------------------------ | ----------------- |
| Num               | Coureur                  | Pos               |
| 61                | Winner Anacona (COL)     | 48e               |
| 62                | Carlos Betancur (COL)    | 41e               |
| 63                | Rubén Fernández (ESP)    | 39e               |
| 64                | Eduard Prades (ESP)      | 34e               |
| 65                | José Joaquín Rojas (ESP) | 65e               |
| 66                | Eduardo Sepúlveda (ARG)  | 74e               |
| 67                | Rafael Valls (ESP)       | 38e               |

| Bahrain-Merida TBM | Bahrain-Merida TBM        | Bahrain-Merida TBM |
| ------------------ | ------------------------- | ------------------ |
| Num                | Coureur                   | Pos                |
| 71                 | Feng Chun-kai (TPE)       | AB-7               |
| 72                 | Matej Mohorič (SLO)       | 27e                |
| 73                 | Domen Novak (SLO) (route) | AB-6               |
| 74                 | Hermann Pernsteiner (AUT) | 44e                |
| 75                 | Luka Pibernik (SLO)       | 91e                |
| 76                 | Domenico Pozzovivo (ITA)  | 12e                |
| 77                 | Jan Tratnik (SLO)         | 96e                |

| Groupama-FDJ GFC | Groupama-FDJ GFC      | Groupama-FDJ GFC |
| ---------------- | --------------------- | ---------------- |
| Num              | Coureur               | Pos              |
| 81               | Bruno Armirail (FRA)  | 106e             |
| 82               | Mickaël Delage (FRA)  | AB-7             |
| 83               | Kilian Frankiny (SUI) | 33e              |
| 84               | Marc Sarreau (FRA)    | 77e              |
| 85               | Romain Seigle (FRA)   | 43e              |
| 86               | Benjamin Thomas (FRA) | 90e              |
| 87               | Léo Vincent (FRA)     | AB-5             |

| Team Sunweb SUN | Team Sunweb SUN              | Team Sunweb SUN |
| --------------- | ---------------------------- | --------------- |
| Num             | Coureur                      | Pos             |
| 91              | Asbjørn Kragh Andersen (DEN) | AB-6            |
| 92              | Chris Hamilton (AUS)         | 8e              |
| 93              | Jai Hindley (AUS)            | 2e              |
| 94              | Robert Power (AUS)           | 95e             |
| 95              | Max Kanter (GER)             | AB-6            |
| 96              | Michael Storer (AUS)         | 20e             |
| 97              | Max Walscheid (GER)          | AB-7            |

| Mitchelton-Scott MTS | Mitchelton-Scott MTS      | Mitchelton-Scott MTS |
| -------------------- | ------------------------- | -------------------- |
| Num                  | Coureur                   | Pos                  |
| 101                  | Sam Bewley (NZL)          | AB-6                 |
| 102                  | Alexander Edmondson (AUS) | 97e                  |
| 103                  | Tsgabu Grmay (ETH)        | 22e                  |
| 104                  | Damien Howson (AUS)       | 35e                  |
| 105                  | Luka Mezgec (SLO)         | AB-6                 |
| 106                  | Mikel Nieve (ESP)         | 16e                  |
| 107                  | Nick Schultz (AUS)        | 25e                  |

| EF Education First EF1 | EF Education First EF1    | EF Education First EF1 |
| ---------------------- | ------------------------- | ---------------------- |
| Num                    | Coureur                   | Pos                    |
| 111                    | Sacha Modolo (ITA)        | AB-6                   |
| 112                    | Nathan Brown (USA)        | 21e                    |
| 113                    | Sergio Higuita (COL)      | 4e                     |
| 114                    | Sean Bennett (USA)        | 98e                    |
| 115                    | Logan Owen (USA)          | AB-7                   |
| 116                    | Julius van den Berg (NED) | 108e                   |
| 117                    | Luis Villalobos (MEX)     | 59e                    |

| Trek-Segafredo TFS | Trek-Segafredo TFS       | Trek-Segafredo TFS |
| ------------------ | ------------------------ | ------------------ |
| Num                | Coureur                  | Pos                |
| 121                | Fumiyuki Beppu (JPN)     | AB-6               |
| 122                | Gianluca Brambilla (ITA) | 30e                |
| 123                | Nicola Conci (ITA)       | 17e                |
| 124                | John Degenkolb (GER)     | 94e                |
| 125                | Michael Gogl (AUT)       | 66e                |
| 126                | Mads Pedersen (DEN)      | AB-7               |

| AG2R La Mondiale ALM | AG2R La Mondiale ALM    | AG2R La Mondiale ALM |
| -------------------- | ----------------------- | -------------------- |
| Num                  | Coureur                 | Pos                  |
| 131                  | Geoffrey Bouchard (FRA) | 29e                  |
| 132                  | Clément Chevrier (FRA)  | 52e                  |
| 133                  | Silvan Dillier (SUI)    | AB-7                 |
| 134                  | Alexandre Geniez (FRA)  | AB-6                 |
| 135                  | Quentin Jauregui (FRA)  | 61e                  |
| 136                  | Pierre Latour (FRA)     | 6e                   |
| 137                  | Clément Venturini (FRA) | 64e                  |

| Lotto-Soudal LTS | Lotto-Soudal LTS         | Lotto-Soudal LTS |
| ---------------- | ------------------------ | ---------------- |
| Num              | Coureur                  | Pos              |
| 141              | Sander Armée (BEL)       | 47e              |
| 142              | Carl Fredrik Hagen (NOR) | 18e              |
| 143              | Bjorg Lambrecht (BEL)    | AB-3             |
| 144              | Tomasz Marczyński (POL)  | 62e              |
| 145              | Harm Vanhoucke (BEL)     | 88e              |
| 146              | Jelle Wallays (BEL)      | AB-6             |
| 147              | Enzo Wouters (BEL)       | AB-6             |

| CCC Team CCC | CCC Team CCC         | CCC Team CCC |
| ------------ | -------------------- | ------------ |
| Num          | Coureur              | Pos          |
| 151          | Amaro Antunes (POR)  | 75e          |
| 152          | Simon Geschke (GER)  | 19e          |
| 153          | Kamil Gradek (POL)   | 85e          |
| 154          | Jakub Mareczko (ITA) | NP-6         |
| 155          | Łukasz Owsian (POL)  | 42e          |
| 156          | Serge Pauwels (BEL)  | 63e          |
| 157          | Paweł Bernas (POL)   | 100e         |

| Katusha-Alpecin TKA | Katusha-Alpecin TKA    | Katusha-Alpecin TKA |
| ------------------- | ---------------------- | ------------------- |
| Num                 | Coureur                | Pos                 |
| 161                 | Enrico Battaglin (ITA) | 92e                 |
| 162                 | Matteo Fabbro (ITA)    | 14e                 |
| 163                 | Reto Hollenstein (SUI) | 102e                |
| 164                 | Pavel Kochetkov (RUS)  | 55e                 |
| 165                 | Daniel Navarro (ESP)   | 32e                 |
| 166                 | Simon Špilak (SLO)     | AB-6                |
| 167                 | Dmitri Strakhov (RUS)  | AB-7                |

| Dimension Data TDD | Dimension Data TDD      | Dimension Data TDD |
| ------------------ | ----------------------- | ------------------ |
| Num                | Coureur                 | Pos                |
| 171                | Mark Cavendish (GBR)    | NP-6               |
| 172                | Stefan de Bod (RSA)     | 86e                |
| 173                | Bernhard Eisel (AUT)    | AB-6               |
| 174                | Enrico Gasparotto (ITA) | 37e                |
| 175                | Gino Mäder (SUI)        | NP-5               |
| 176                | Ben O'Connor (AUS)      | 71e                |
| 177                | Jacobus Venter (RSA)    | 104e               |

| Pologne POL | Pologne POL      | Pologne POL |
| ----------- | ---------------- | ----------- |
| Num         | Coureur          | Pos         |
| 181         | Paweł Cieślik    | 83e         |
| 182         | Paweł Franczak   | AB-7        |
| 183         | Jakub Kaczmarek  | AB-7        |
| 184         | Adrian Kurek     | AB-6        |
| 185         | Maciej Paterski  | 101e        |
| 186         | Szymon Rekita    | 50e         |
| 187         | Marek Rutkiewicz | 60e         |

| Cofidis, Solutions Crédits COF | Cofidis, Solutions Crédits COF | Cofidis, Solutions Crédits COF |
| ------------------------------ | ------------------------------ | ------------------------------ |
| Num                            | Coureur                        | Pos                            |
| 191                            | Darwin Atapuma (COL)           | AB-7                           |
| 192                            | Nicolas Edet (FRA)             | 15e                            |
| 193                            | Filippo Fortin (ITA)           | AB-1                           |
| 194                            | Jesper Hansen (DEN)            | AB-7                           |
| 195                            | José Herrada (ESP)             | 70e                            |
| 196                            | Mathias Le Turnier (FRA)       | 68e                            |
| 197                            | Luis Ángel Maté (ESP)          | AB-1                           |

| Gazprom-RusVelo GAZ | Gazprom-RusVelo GAZ            | Gazprom-RusVelo GAZ |
| ------------------- | ------------------------------ | ------------------- |
| Num                 | Coureur                        | Pos                 |
| 201                 | Ildar Arslanov (RUS)           | AB-6                |
| 202                 | Nikolay Cherkasov (RUS)        | 56e                 |
| 203                 | Ivan Rovny (RUS)               | 45e                 |
| 204                 | Evgeny Shalunov (RUS)          | 93e                 |
| 205                 | Sergey Shilov (RUS)            | AB-6                |
| 206                 | Mamyr Stash (RUS)              | AB-6                |
| 207                 | Aleksandr Vlasov (RUS) (route) | AB-3                |

| Team Novo Nordisk TNN | Team Novo Nordisk TNN | Team Novo Nordisk TNN |
| --------------------- | --------------------- | --------------------- |
| Num                   | Coureur               | Pos                   |
| 211                   | Sam Brand (GBR)       | 105e                  |
| 212                   | Joonas Henttala (FIN) | AB-6                  |
| 213                   | Brian Kamstra (NED)   | AB-6                  |
| 214                   | Péter Kusztor (HUN)   | 78e                   |
| 215                   | David Lozano (ESP)    | 99e                   |
| 216                   | Andrea Peron (ITA)    | 107e                  |
| 217                   | Charles Planet (FRA)  | 110e                  |